# Le Voleur de temps
Le Voleur de temps (titre original : A Thief of Time) est un roman policier américain de Tony Hillerman paru en 1988. C'est le cinquième titre mettant en scène en territoire navajo le policier Joe Leaphorn et le deuxième qui raconte une enquête commune de ce dernier avec le policier Jim Chee.

## Résumé
Après la mort de sa femme Emma, le lieutenant Joe Leaphorn, de la police tribale navajo, est fatigué et ne s'intéresse plus à grand-chose. Il décide de prendre sa retraite. Avant que celle-ci ne soit effective, son ami Thatcher lui demande de l'aide sur une affaire de pillage de site archéologique. 
Les deux hommes apprennent que la suspecte a disparu depuis plusieurs semaines, de façon tout à fait inexpliquée. Il s'agit d'Eleanor Friedman-Bernal, une anthropologue réputée, spécialiste des céramiques et poteries. D'après ses collègues, ces derniers temps, la jeune femme s'est intéressé à un type de poterie bien particulier, qu'elle pense pouvoir attribuer à une unique artiste Anasazi. Le travail de la chercheuse pourrait permettre d'apporter des informations cruciales sur la disparition de la civilisation Anasazi il y a presque un millénaire. Disparition subite, pour laquelle les anthropologues n'ont toujours pas d'explication satisfaisante.
Il n'en faut pas plus pour réveiller la curiosité et l'intérêt de Leaphorn.
Dans le même temps, Jim Chee enquête sur les vols d'un semi-remorque plateau et d'une pelleteuse dans le parc de la police tribale navajo. Qui peut avoir besoin d'un tel matériel, sinon des pilleurs de tombes, des Voleurs de temps ?
Chee retrouve les voleurs, trop tard, tués par balle sur leur dernier lieu de pillage, un site Anasazi.
Tout portant à croire que les deux affaires sont liées, les deux policiers vont collaborer. Joe Leaphorn fait une affaire personnelle de retrouver Eleanor Friedman. Le jeune Jim Chee, quant à lui, veut prouver ses capacités au légendaire lieutenant.

## Particularité du roman
Dans l'ordre chronologique de la série des romans policiers navajos de Tony Hillerman, Le Voleur de temps suit Le Vent sombre et précède Dieu-qui-parle, la troisième enquête commune au duo Leaphorn et Chee.

## Prix et honneurs
Le Voleur de temps remporte le prix Macavity du meilleur roman policier 1989.
Le Voleur de temps occupe la 69e place au classement des cent meilleurs romans policiers de tous les temps établie par la Crime Writers' Association en 1990.
Le Voleur de temps occupe aussi la 53e place au classement des cent meilleurs livres policiers de tous les temps établi par en 1995 l'association des Mystery Writers of America.

## Adaptation
- 2004 : A Thief of Time, téléfilm américain réalisé par Chris Eyre, avec Wes Studi dans le rôle de Joe Leaphorn, Adam Beach dans celui de Jim Chee et Gary Farmer dans celui du capitaine Largo.